# Cyrano de Bergerac
Cyrano z Bergeracu (francouzsky Cyrano de Bergerac), vlastním jménem Hector-Savinien de Cyrano (6. března 1619, Paříž – 28. července 1655 tamtéž), byl francouzský spisovatel, mimo jiné autor satirických utopických cestopisů.
Proslulost postavě Cyrana z Bergeracu dodal francouzský dramatik Edmond Rostand veršovanou divadelní hrou Cyrano z Bergeracu (1897). Na motivy této hry vznikla i četná filmová zpracování.
Jeho postava vystupuje také v románu Louise Galleta z roku 1876 Le Capitaine Satan (česky: Čertův kapitán, Emil Šolc, Praha, 1916).

## Dílo
- Le pédant joué, 1645 (komedie, inspirace pro Molièrovu hru Scapinova šibalství)
- L’histoire comique contenant les états et empires de la lune, 1649, vyd. 1657 (román)
- L’histoire comique contenant les états et empires du soleil, okolo 1650, vyd. 1662 (nedokončený román)
- La mort d'Agrippine, 1654 (tragédie)
- početné satirické a milostné dopisy